# Blue Splash
『Blue Splash』（ブルー・スプラッシュ）は、TUBEの29作目のオリジナル・アルバム。2009年7月8日にSony Music Associated Recordsから発売された。

## 概要
前作『Paradiso』から1年ぶり新作。本作は「スロー・サマー」という詞的テーマと「原点回帰」というサウンドテーマとなっている。
制作陣が一新され、ビーイング所属編曲家・ZAIN PRODUCTSの参加が無くなり制作からビーイングが完全に外れた。初期のディレクター・小松久を共同プロデューサーに招聘。
ジャケット写真はオアフ島北部のノースショアのビーチで撮影。
初回生産限定盤はCD+DVDでBlu-spec CD仕様。〈TUBE×マンゴースペシャル梱包BOX仕様あり〉全国抽選・20個限定品（「Blue Splash」初回限定盤セット）『Blue Splash』（初回生産限定盤）とみやざき完熟マンゴー（2個）がセットとなり、木製のTUBEスペシャルBOXに梱包される。販売数量限定商品のため、販売は抽選となり、2009年7月8日から7月12日まで応募受付を行った。
恒例の野外スタジアムライブツアー『TUBE LIVE AROUND SPECIAL 2009　Blue Splash』が、横浜スタジアム、阪神甲子園球場2か所で開催された。 

## 収録曲
| 全作詞: 前田亘輝、全作曲: 春畑道哉。 |                          |           |            |              |      |
| #                                    | タイトル                 | 作詞      | 作曲・編曲 | 編曲         | 時間 |
| 1.                                   | 「Blue Splash」          | 前田亘輝  | 春畑道哉   | TUBE         | 5:06 |
| 2.                                   | 「真夏のカイト」         | 前田亘輝  | 春畑道哉   | TUBE         | 4:47 |
| 3.                                   | 「Summer Greeting」      | 前田亘輝  | 春畑道哉   | TUBE         | 4:58 |
| 4.                                   | 「風のブログ」           | 前田亘輝  | 春畑道哉   | 佐藤晶、TUBE | 4:15 |
| 5.                                   | 「瞳は知っている」       | 前田亘輝  | 春畑道哉   | TUBE         | 4:36 |
| 6.                                   | 「青い悲しみの向こうに」 | 前田亘輝  | 春畑道哉   | TUBE         | 4:50 |
| 7.                                   | 「Peaceful Day」         | 前田亘輝  | 春畑道哉   | TUBE         | 3:52 |
| 8.                                   | 「夏へDive」             | 前田亘輝  | 春畑道哉   | TUBE         | 4:07 |
| 9.                                   | 「My Hero」              | 前田亘輝  | 春畑道哉   | TUBE         | 3:54 |
| 10.                                  | 「You're my world」      | 前田亘輝  | 春畑道哉   | TUBE         | 4:55 |
| 11.                                  | 「Second Chance」        | 前田亘輝  | 春畑道哉   | TUBE         | 4:14 |
| 合計時間:                            | 合計時間:                | 合計時間: | 49:34      |              |      |

| #  | タイトル                                                      | 作詞 | 作曲・編曲 |
| -- | ------------------------------------------------------------- | ---- | ---------- |
| 1. | 「アルバム「Blue Splash」メンバーソロインタビュー・前田亘輝」 |      |            |
| 2. | 「Making of 「SUMMER ADDICTION」」                            |      |            |
| 3. | 「ソロインタビュー・春畑道哉」                                |      |            |
| 4. | 「ソロインタビュー・角野秀行」                                |      |            |
| 5. | 「TUBE LIVE AROUND 2009 We're Buddy 演奏曲ミーティング」      |      |            |
| 6. | 「ソロインタビュー・松本玲二」                                |      |            |
| 7. | 「「Summer Greeting」 Video Clip」                            |      |            |

## タイアップ
My Hero
- テレビ朝日系『VanaH杯KBCオーガスタゴルフトーナメント2009』イメージソング。